# William Yiampoy
William Oloonkishu (William) Yiampoy (Emarti, 17 mei 1974) is een Keniaanse atleet, die zich heeft gespecialiseerd in de 800 m. Hij werd Afrikaanse en Keniaanse kampioen op deze discipline. Ook nam hij eenmaal deel aan de Olympische Spelen, maar behaalde hierbij geen medaille. Sinds 2006 heeft hij het wereldrecord in handen op de 4 x 800 m estafette.

## Biografie
Op de Olympische Zomerspelen 2000 werd hij in de halve finale uitgeschakeld. In 2001 werd hij vierde op het WK en de IAAF Grand Prix Finale. Bij de Keniaanse kampioenschappen won hij de nationale titel op de 800 m. Een jaar later moest hij genoegen nemen met een zilveren medaille op de Afrikaanse kampioenschappen. Ook liep hij in september dat jaar in Italiaanse Rieti zijn persoonlijk record met een tijd van 1.42,91.
In 2004 werd hij vierde op het WK indoor en Afrikaans kampioen op de 800 m. Op het WK 2005 in Helsinki won hij een bronzen medaille. In 2005 en 2006 werd hij vierde op de wereldatletiekfinale.
Op 24 augustus 2006 verbeterde hij met Joseph Mwengi Mutua, Ismael Kipngetich Kombich en Wilfred Bungei het wereldrecord op de 4 x 800 m estafette tot 7.02,43.
Hij is getrouwd en heeft twee kinderen. Hij werkt voor de Presidentiële Garde. Zijn trainer is Gianni Ghidini en zijn manager Gianni Demadonna.

## Titels
- Afrikaans kampioen 800 m - 2004
- Keniaans kampioen 800 m - 2001

## Persoonlijke records
Outdoor
| Onderdeel | Prestatie | Datum            | Plaats   |
| --------- | --------- | ---------------- | -------- |
| 800 m     | 1.42,91   | 8 september 2002 | Rieti    |
| 1000 m    | 2.14,41   | 5 september 1999 | Rieti    |
| 1500 m    | 3.34,12   | 4 juli 2001      | Lausanne |

Indoor
| Onderdeel | Prestatie | Datum           | Plaats    |
| --------- | --------- | --------------- | --------- |
| 800 m     | 1.45,80   | 31 januari 2004 | Stuttgart |
| 1000 m    | 2.18,15   | 2 februari 2003 | Stuttgart |
| 1500 m    | 3.43,62   | 8 februari 2004 | Gent      |

## Prestaties

### 800 m
Kampioenschappen
- 2000: 5e in ½ fin OS - 1.45,88
- 2001: 4e WK - 1.44,96
- 2001: 4e Grand Prix Finale - 1.46,99
- 2002:  Afrikaanse kampioenschappen - 1.45,79
- 2004: 5e WK indoor - 1.46,88
- 2004:  Afrikaanse kampioenschappen - 1.45,36
- 2005:  WK - 1.44,55
- 2005: 4e Wereldatletiekfinale - 1.47,20
- 2006: 4e Wereldatletiekfinale - 1.47,34

Golden League-podiumplekken
- 2001:  ISTAF – 1.44,06
- 2002:  Memorial Van Damme – 1.43,36
- 2002:  ISTAF – 1.44,75
- 2004:  Meeting Gaz de France – 1.45,03
- 2004:  Weltklasse Zürich – 1.43,29
- 2004:  Memorial Van Damme – 1.43,50
- 2005:  Meeting Gaz de France – 1.45,98
- 2005:  Weltklasse Zürich – 1.44,90
- 2006:  Meeting Gaz de France – 1.44,64
- 2006:  ISTAF – 1.44,91

## Prestatie ontwikkeling
| Jaar | 800 m (in min) |
| ---- | -------------- |
| 1999 | 1.44,38        |
| 2000 | 1.44,23        |
| 2001 | 1.43,00        |
| 2002 | 1.42,91        |
| 2003 | 1.45,01        |
| 2004 | 1.43,29        |
| 2005 | 1.44,51        |
| 2006 | 1.44,12        |
| 2007 | 1.48,19        |